# Nezdický potok
Der Nezdický potok, auch Strašínský potok (deutsch Nestitzer Bach, auch Straschiner Bach) ist ein rechter Zufluss der Otava in Tschechien.

## Verlauf
Der Nezdický potok entspringt südlich von Záluží im Böhmerwaldvorland. Seine Quelle liegt am östlichen Fuße des Ždánov (Zosumberg, 1064 m) bzw. nordöstlich des Svatý Jan (1047 m). Der Oberlauf des Nezdický potok führt vorbei am Jagdschlösschen Záluží, der Einschicht Záluží und dem Dorf Pohorsko, wo der Bach den Teich Pančák speist. Danach folgen entlang des Baches die Ortschaften Papírna, Nezdice na Šumavě, Parezí, U Pily, Zavadílka, Hamr, Strádal, Napajedla, V Chalupách, Rozsedly, Záplatův Mlýn, Dolejší Mlýn und Dražovice, wo aus dem Nezdický potok mittels eines Grabens Wasser in den links des Baches gelegenen Teich geleitet wird. Der Unterlauf des Baches führt über Lomecký Mlýn, Čímice, Benešův Mlýn, Žichovice nach Lázna. Dort fließt der Bach in einen abgeworfenen Altarm der Otava. Nach 16,5 Kilometern mündet der Nezdický potok nordöstlich von Žichovice in die Otava.
Der Nezdický potok nimmt auf seinem gesamten Lauf nördliche Richtung. Zwischen Žichovice und Lázna wird der Bach von der Bahnstrecke Horažďovice předměstí–Klatovy überbrückt.

## Zuflüsse
- Žlíbek (l), in Nezdice na Šumavě
- Zuklínský potok (r), bei U Pily
- Strádalský potok (l), bei Strádal
- Šimanovský potok (l) in V Chalupách
- Kadešický potok (l), unterhalb Dolejší Mlýn
- Žihobecký potok (r), unterhalb Dolejší Mlýn
- Podhrázský potok (l), in Dražovice
- Lomecký potok (l), bei Lomecký Mlýn
- Bílenický potok (r), bei Čímice